# Kolonics István
Kolonics István, Kolonits (Szabadka, 1826. augusztus 26. – Csatószeg, 1892. november 30.) orgonaépítő mester.

## Életpályája
Édesapja kelebiai asztalosmester volt. Négy gyermekből a legidősebbként született, három húga követte. Ő is édesapja mesterségét tanulta, de mellette elsajátította az orgonaépítő mesterséget is, Szigeti Kilián kutatásai szerint 1846-ban, a bicskei református templom orgonájának építésekor Bárány Lajos Ágoston segédje volt.
1861. december 9-én vette feleségül Dézsi Rozáliát, Dézsi Bálint hentes és Jancsó Sára református lányát. Házasságukból tíz gyermek született, közülük négyen érték el a felnőttkort: Dénes, Gizella, Vilma és Matild.
Utolsó orgonájának építése közben, 1892. november 30-án Csatószegen halt meg, és ott is temették el. Vagyonát halála után elárverezték, özvegye Csíksomlyóra, Dénes ﬁához költözött, aki ott orvos  volt. 
1906-ban Szabadkára férjhez ment Gizella lányát látogatta meg, ahol meghalt.
A kézdivásárhelyi református temetőben helyezték örök nyugalomra.

## Orgonaépítő tevékenysége
Első ismert orgonáját 1853-ban a bajai evangélikus templom számára készítette. A hangszer később eltűnt.
Ugyancsak bajai megrendelése az első nagyobb orgonája a Szent Péter-Pál templom orgonája volt. Vajdasági és magyarországi tevékenysége a levéltári kutatásokból ismert. Kolonits István készítette el a szabadkai templom új orgonáját és az ő nevéhez fűződik a ludasi templom elpusztult orgonájának építése is. 
Kolonics Istvánt  az erdélyi szakirodalomban az egyik leghíresebb és legfoglalkoztatottabb orgonaépítőjének tartják. Legnagyobb erdélyi orgonája egyik fasípján egy ceruzával írt feliraton ez áll: „Kolonics István sajátkezű 134. műve született magyarhonban, Bácskában, Szabadkán, behívatott Erdélybe 1855. Lakásom Kézdivásárhelyt 1877. június 18. Gyulafehérvár.”
Erdélyben is tevékenykedett. 1855-ben készült a nagyenyedi orgonája, majd a bajai és a madarasi orgona is, 1858/59-ben pedig a csíksomlyói kegytemplom orgona, továbbá 1861 előtt a keceli hangszer.
A szabadkai származású mester 1855-ben először Csíksomlyón telepedett le, ahonnan 1859-ben Kézdivásárhelyre költözött át.
Orgonajavítással is foglalkozott. Például partiumi perecseni templom orgonáját 1885-ben javította, és ezen is feliratot helyezett el: „újíttatott 1885. Szabadkai Kolonics István orgonaművész által Kézdivásárhelyről.”
Hangszereiért jótállást is vállalt, így például az 1866-ban épített bibarcfalvi orgonáért 10 évet. Tanítványai is voltak, például a Homoródalmási Bartha György illetve a Kivárdai Cseh István orgonaépítők.

## Galéria

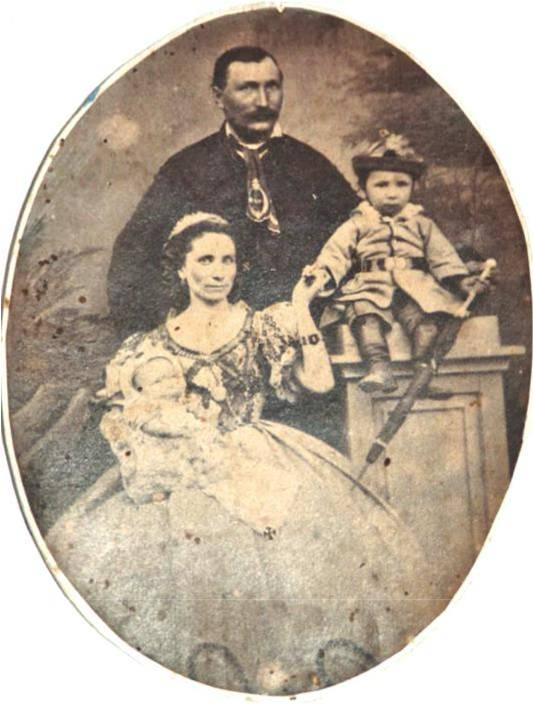
Kolonics István orgonaépítő és családja
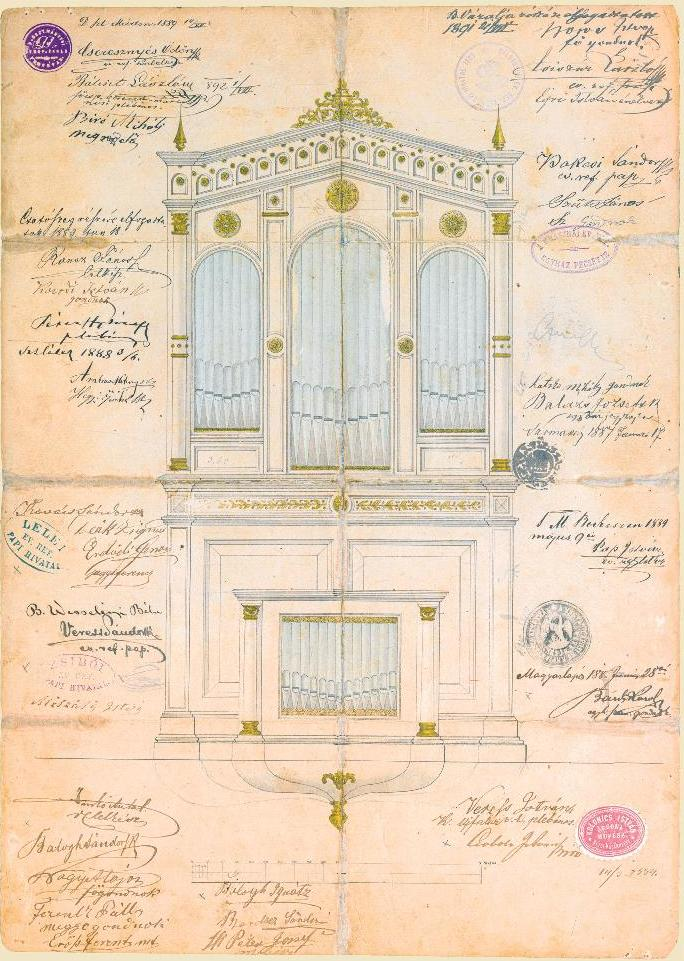
Kolonics István orgonaépítő látványrajza GYFL.
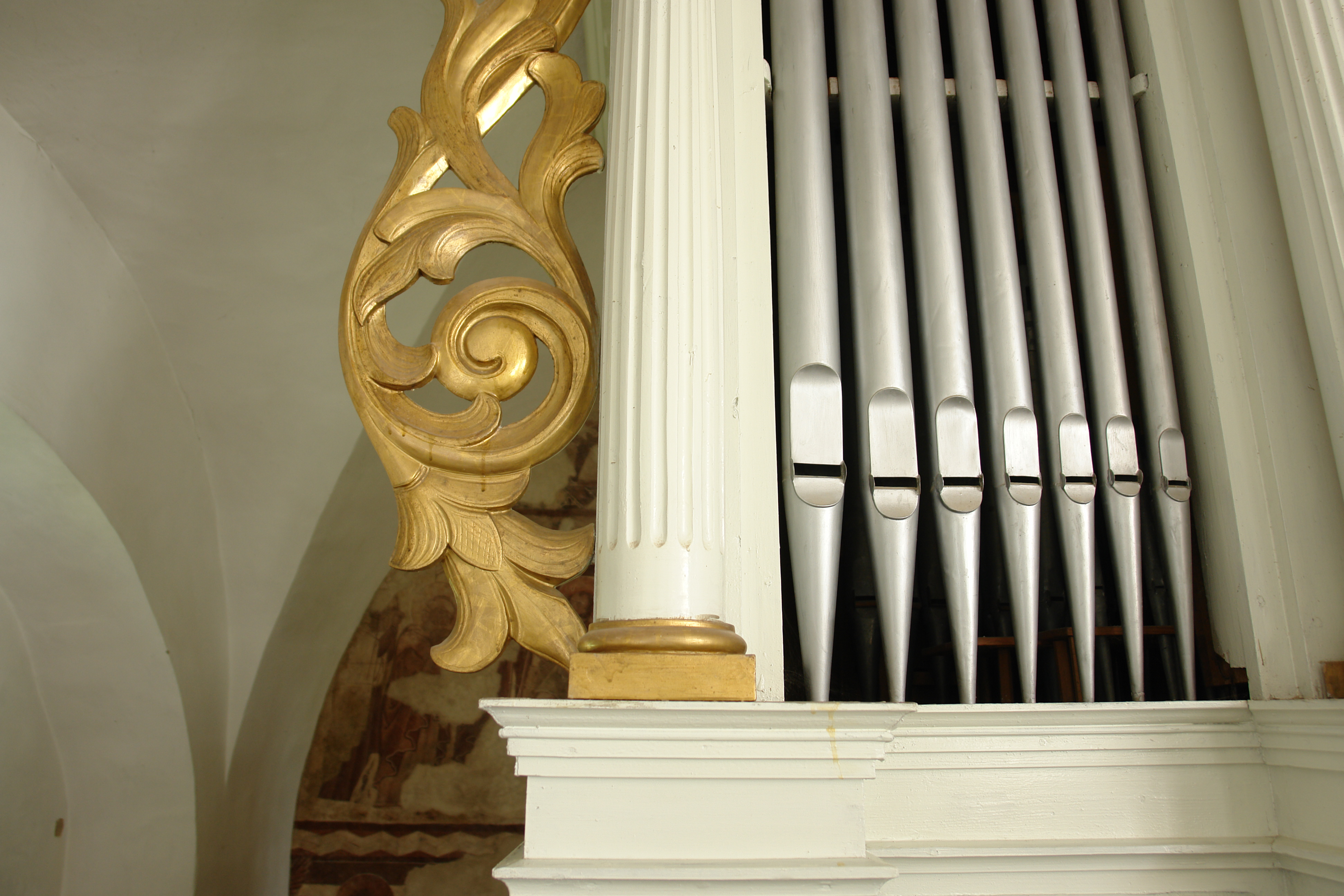
A felvinci református templom orgonája – építette Kolonics István
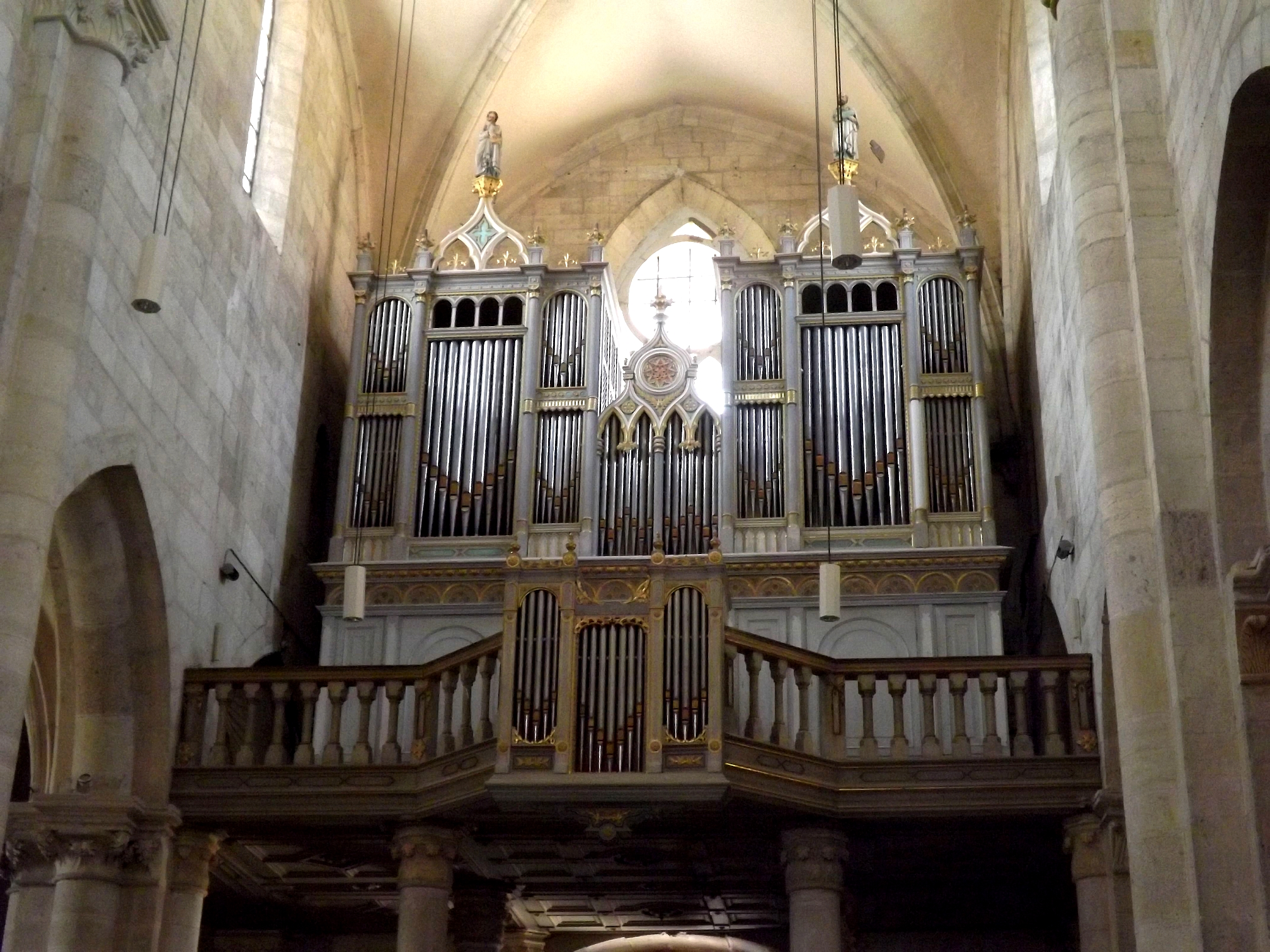
A gyulafehérvári Szent Mihály székesegyház Kolonics-orgonája 1877-ből
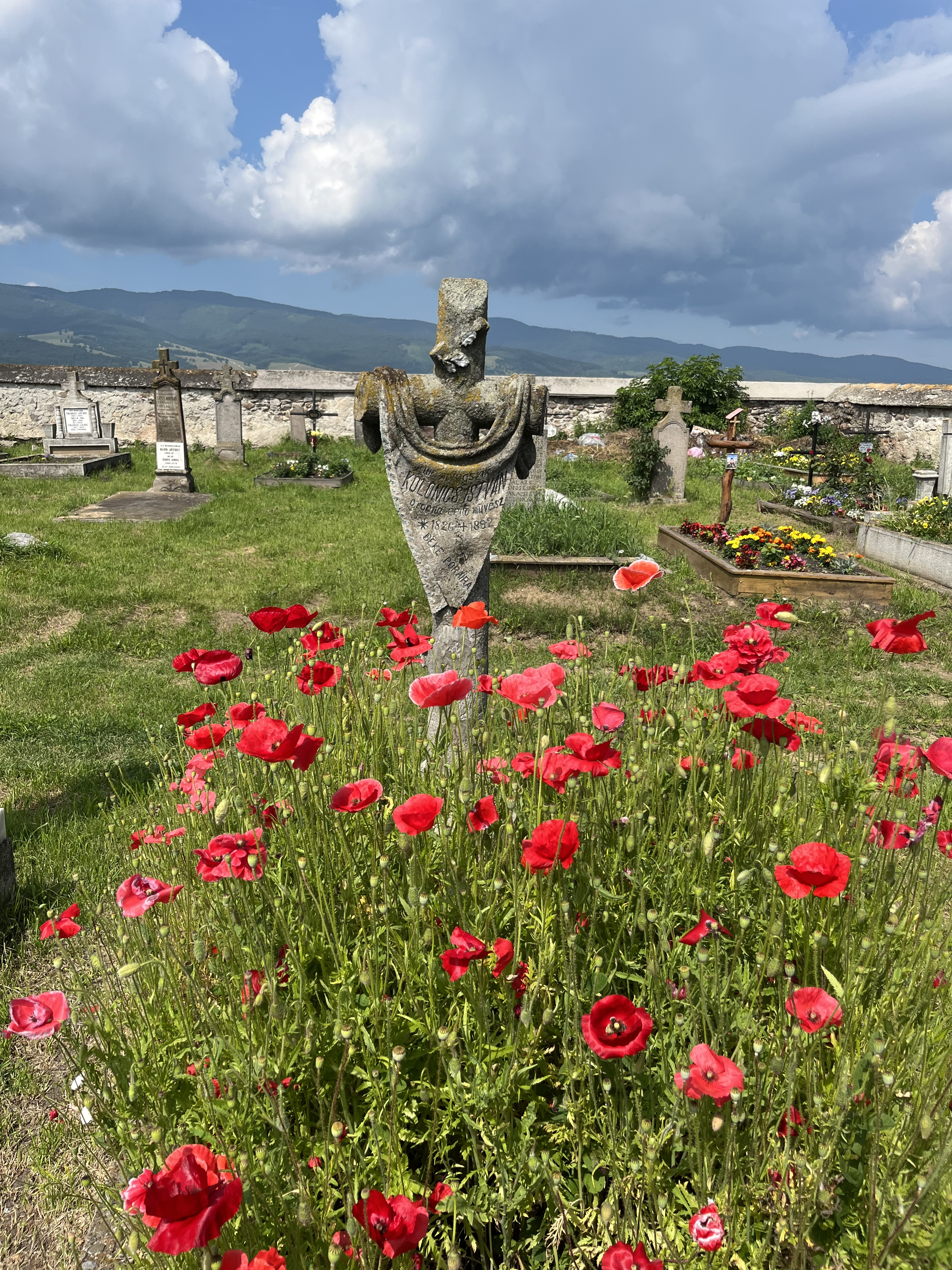
Kolonics István Csatószegi sírja